# Уилям Бересфорд
Уилям Кар Бересфорд, Първи виконт на Бересфорд, Първи граф на Транкозу, Първи маркиз на Кампо Майор (на английски: William Carr Beresford, 1st Viscount Beresford, 1st Count of Trancoso, 1st Marquess of Campo Major; 1768 – 1856) е английски генерал, маршал на Португалия, служил по време на Наполеоновите войни.

## Живот
Роден е на 2 октомври 1768 г. в Ирландия. През 1785 г. встъпва в британската армия и служи в 6-и пехотен полк. През 1786 г., поради невнимателно боравене с оръжие, губи едното си око, но продължава службата си и през 1791 г. е произведен в капитан от 69-и пехотен полк. Взима участие в обсадата на Тулон през 1793 г., военните действия в Египет, и при завладяването на нос Добра Надежда през 1805 г. На следващата година, Бересфорд се сражава в Южна Америка и командвайки неголям отряд, превзема Буенос Айрес, но е принуден да капитулира и след шестмесечен плен успява да избяга в Англия.
През 1807 г. Бересфорд, действайки от името на португалския крал, покорява остров Мадейра и е назначен за негов губернатор. От 7 март 1809 г. Бересфорд командва португалската армия и воюва с нея по време на цялата Полуостровна война, в това число и при ръководенето на португалско-английските войски в кървавото сражение при Албуере през 1811 г., където успява да разбие армията на Никола Султ.
През последните години от живота си, Бересфорд се оттегля от активна дейност и живее в имението си. Умира на 8 януари 1854 г. в Беджбъри, Англия.